# Referéndum constitucional de Comoras de 2018
El 30 de julio de 2018 se celebró en Comoras un referéndum constitucional para decidir los siguientes asuntos: si se extiende la posibilidad de elección del presidente a un máximo de dos términos de 5 años, la eliminación de la rotación de la presidencia entre las 3 islas principales del país, convertir el Islam en religión oficial, la eliminación de las 3 vicepresidencias del país y finalmente la eliminación de la Corte Constitucional.

## Resultados
| Elección                                                                          | Votos   | %      |
| --------------------------------------------------------------------------------- | ------- | ------ |
| Sí                                                                                | 155 734 | 92,34% |
| No                                                                                | 12 925  | 7,66%  |
| Votos en blanco / nulos                                                           | 20 091  | –      |
| Total                                                                             | 188 750 | 62,71% |
| Votantes registrados / participación                                              | 301 006 |        |
| Fuente: Gobierno de Comoras Archivado el 13 de agosto de 2018 en Wayback Machine. |         |        |

## Artículos relacionados
- Elecciones presidenciales de Comoras de 2019